# رامون ماجسايساي
رامون ماجسايساى (بالإسبانية: Ramon del Fierro Magsaysay)‏ (و. 1907 – 1957 م) هو سياسي، ومهندس من الفلبين، شغل منصب رئيس الفلبين من 30 ديسمبر 1953 حتى وفاته في 17 مارس 1957.

## روابط خارجية
- رامون ماجسايساي على موقع الموسوعة البريطانية (الإنجليزية)
- رامون ماجسايساي على موقع مونزينجر (الألمانية)
- رامون ماجسايساي على موقع إن إن دي بي (الإنجليزية)